# Joakim Ryan
Pour les articles homonymes, voir Ryan.
Joakim Ryan (né le 17 juin 1993 à Rumson dans l'État du New Jersey aux États-Unis) est un joueur professionnel américain et suédois de hockey sur glace. Il évolue au poste de défenseur.
Il est le fils de Catarina Lindqvist, joueuse de tennis professionnelle.

## Biographie
Après avoir complété une saison avec le Big Red de l'Université Cornell, il est repêché au septième tour, 198e rang au total, par les Sharks de San José lors du repêchage d'entrée dans la LNH 2012. À l'issue de sa quatrième et dernière saison universitaire, il rejoint les rangs professionnels en s'alignant pour les Sharks de Worcester, équipe affiliée avec San José dans la LAH.
Après avoir joué deux autres saisons dans la LAH, il joue ses premières parties dans la LNH avec les Sharks en 2017-2018 et parvient même à s'établir au sein de la défense des Sharks en jouant 62 parties durant la saison.

## Statistiques

### En club
| Saison     | Équipe                     | Ligue      |                   | Saison régulière  | Saison régulière  | Saison régulière  | Saison régulière  | Saison régulière  |                   | Séries éliminatoires | Séries éliminatoires | Séries éliminatoires | Séries éliminatoires | Séries éliminatoires |
| Saison     | Équipe                     | Ligue      | PJ                | B                 | A                 | Pts               | Pun               | PJ                | B                 | A                    | Pts                  | Pun                  |                      |                      |
| 2010-2011  | Fighting Saints de Dubuque | USHL       | 53                | 3                 | 29                | 32                | 26                | 11                | 2                 | 3                    | 5                    | 2                    |                      |                      |
| 2011-2012  | Université Cornell         | ECAC       | 34                | 7                 | 10                | 17                | 20                | -                 | -                 | -                    | -                    | -                    |                      |                      |
| 2012-2013  | Université Cornell         | ECAC       | 34                | 3                 | 20                | 23                | 12                | -                 | -                 | -                    | -                    | -                    |                      |                      |
| 2013-2014  | Université Cornell         | ECAC       | 32                | 8                 | 16                | 24                | 27                | -                 | -                 | -                    | -                    | -                    |                      |                      |
| 2014-2015  | Université Cornell         | ECAC       | 23                | 1                 | 13                | 14                | 27                | -                 | -                 | -                    | -                    | -                    |                      |                      |
| 2014-2015  | Sharks de Worcester        | LAH        | 7                 | 0                 | 2                 | 2                 | 2                 | -                 | -                 | -                    | -                    | -                    |                      |                      |
| 2015-2016  | Barracuda de San José      | LAH        | 66                | 2                 | 26                | 28                | 26                | 4                 | 0                 | 3                    | 3                    | 0                    |                      |                      |
| 2016-2017  | Barracuda de San José      | LAH        | 65                | 10                | 39                | 49                | 41                | 15                | 4                 | 7                    | 11                   | 4                    |                      |                      |
| 2017-2018  | Barracuda de San José      | LAH        | 2                 | 1                 | 1                 | 2                 | 0                 | -                 | -                 | -                    | -                    | -                    |                      |                      |
| 2017-2018  | Sharks de San José         | LNH        | 62                | 3                 | 9                 | 12                | 8                 | 3                 | 0                 | 0                    | 0                    | 0                    |                      |                      |
| 2018-2019  | Sharks de San José         | LNH        | 44                | 0                 | 7                 | 7                 | 15                | 20                | 0                 | 1                    | 1                    | 0                    |                      |                      |
| 2019-2020  | Kings de Los Angeles       | LNH        | 35                | 1                 | 4                 | 5                 | 10                | -                 | -                 | -                    | -                    | -                    |                      |                      |
| 2020-2021  | Hurricanes de la Caroline  | LNH        | 4                 | 0                 | 0                 | 0                 | 0                 | -                 | -                 | -                    | -                    | -                    |                      |                      |
| 2020-2021  | Wolves de Chicago          | LAH        | 4                 | 0                 | 2                 | 2                 | 2                 | -                 | -                 | -                    | -                    | -                    |                      |                      |
| 2021-2022  | Malmö Redhawks             | SHL        | 52                | 9                 | 22                | 31                | 14                | -                 | -                 | -                    | -                    | -                    |                      |                      |
| 2022-2023  | Malmö Redhawks             | SHL        | 52                | 1                 | 14                | 15                | 16                | 5                 | 0                 | 1                    | 1                    | 0                    |                      |                      |
| 2023-2024  | Malmö Redhawks             | SHL        | Saison en cours ? | Saison en cours ? | Saison en cours ? | Saison en cours ? | Saison en cours ? | Saison en cours ? | Saison en cours ? | Saison en cours ?    | Saison en cours ?    | Saison en cours ?    |                      |                      |
| Totaux LNH | Totaux LNH                 | Totaux LNH | 145               | 4                 | 20                | 24                | 33                | 23                | 0                 | 1                    | 1                    | 0                    |                      |                      |

### En équipe nationale
| Année | Équipe    | Compétition          |   | PJ | B | A | Pts | Pun                |  | Résultat |
| 2010  | Suède U17 | Défi mondial -17 ans | 6 | 1  | 1 | 2 | 2   | Médaille de bronze |  |          |

## Trophées et honneurs personnels
- 2010-2011 :
  - participe au Match des étoiles de l'USHL.
  - champion de la Coupe Clark avec les Fighting Saints de Dubuque.
- 2012-2013 : nommé dans la deuxième équipe d'étoiles de l'Ivy League.
- 2013-2014 :
  - nommé dans la deuxième équipe d'étoiles de l'ECAC.
  - nommé dans la première équipe d'étoiles de l'Ivy League.
- 2014-2015 :
  - nommé dans la première équipe d'étoiles de l'ECAC.
  - nommé dans la première équipe d'étoiles de l'Ivy League.